# Sundance Film Festival 2016

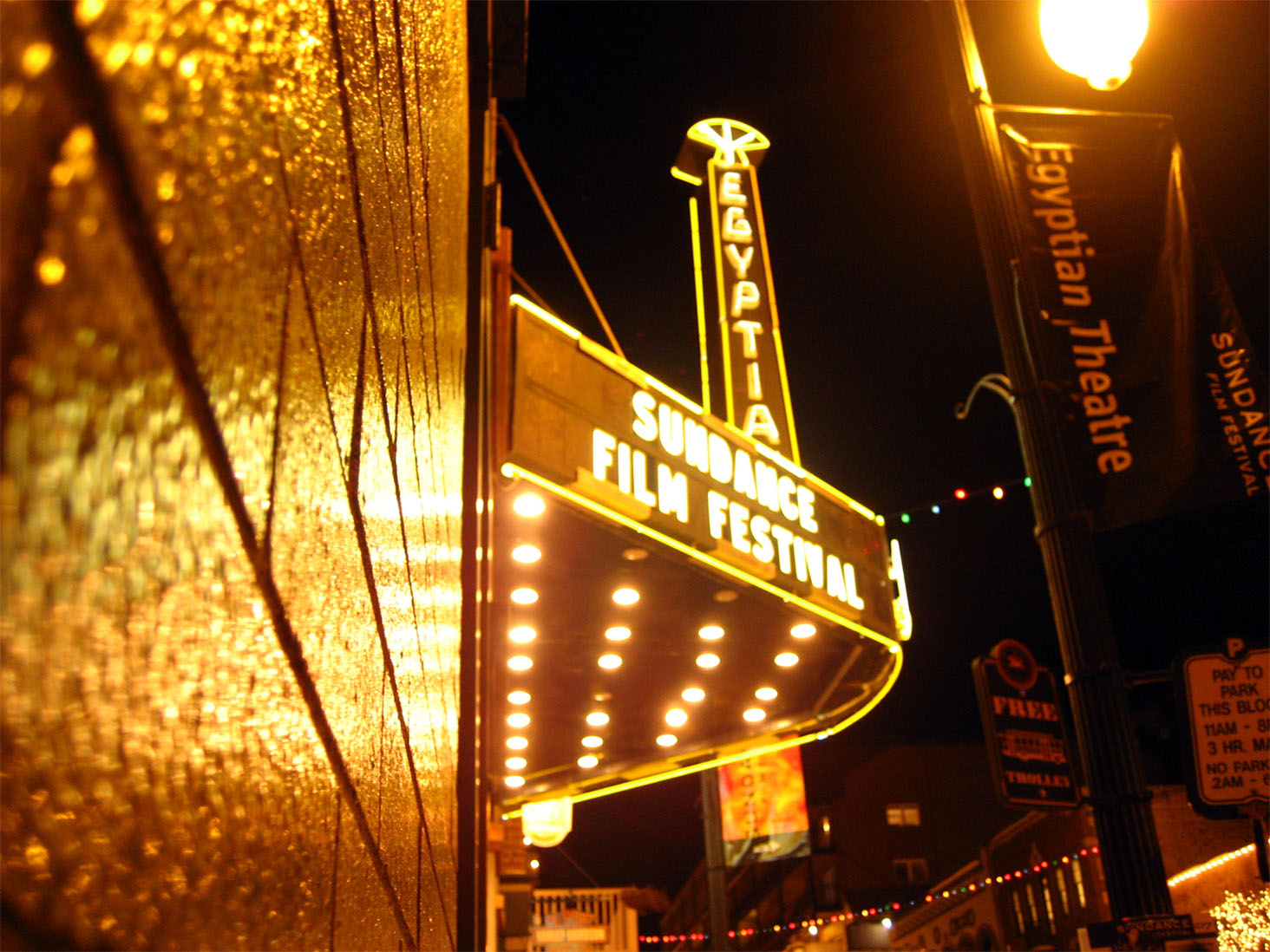
Das Mary G. Steiner Egyptian Theatre in Park City

Das 32. Sundance Film Festival fand vom 21. Januar bis 31. Januar 2016 in Park City, Utah statt. Insgesamt feierten im Rahmen des Festivals 17 Spielfilme und 19 Dokumentarfilme Premiere, darunter die im Rahmen des Festivals ausgezeichneten Filme Weiner von  Josh Kriegman und Elyse Steinberg, The Birth of a Nation von Nate Parker, Morris aus Amerika von Chad Hartigan und Between Sea and Land von Carlos del Castillo. Der Film Manchester by the Sea, der im Rahmen des Filmfestivals ebenfalls seine Premiere feierte, wurde vielfach gelobt, erhielt jedoch keine Auszeichnung. Mehrere Filme, die beim Sundance Film Festival 2016 ihre Premiere feierten, wurden einen Monat später im Rahmen der Internationalen Filmfestspiele Berlin 2016 gezeigt, darunter die Dokumentarfilme Uncle Howard von Aaron Brookner und Kiki von Sara Jordenö, aber auch der Film Goat von Andrew Neel und das Regiedebüt Indignation des Produzenten James Schamus. Der Film Captain Fantastic, der beim Sundance Film Festival ebenfalls seine Premiere feierte, wurde im Mai 2016 im Rahmen der Filmfestspiele von Cannes gezeigt, und Matt Ross wurde dort mit dem Regiepreis in der Sektion Un Certain Regard ausgezeichnet.

## Prämierte Filme

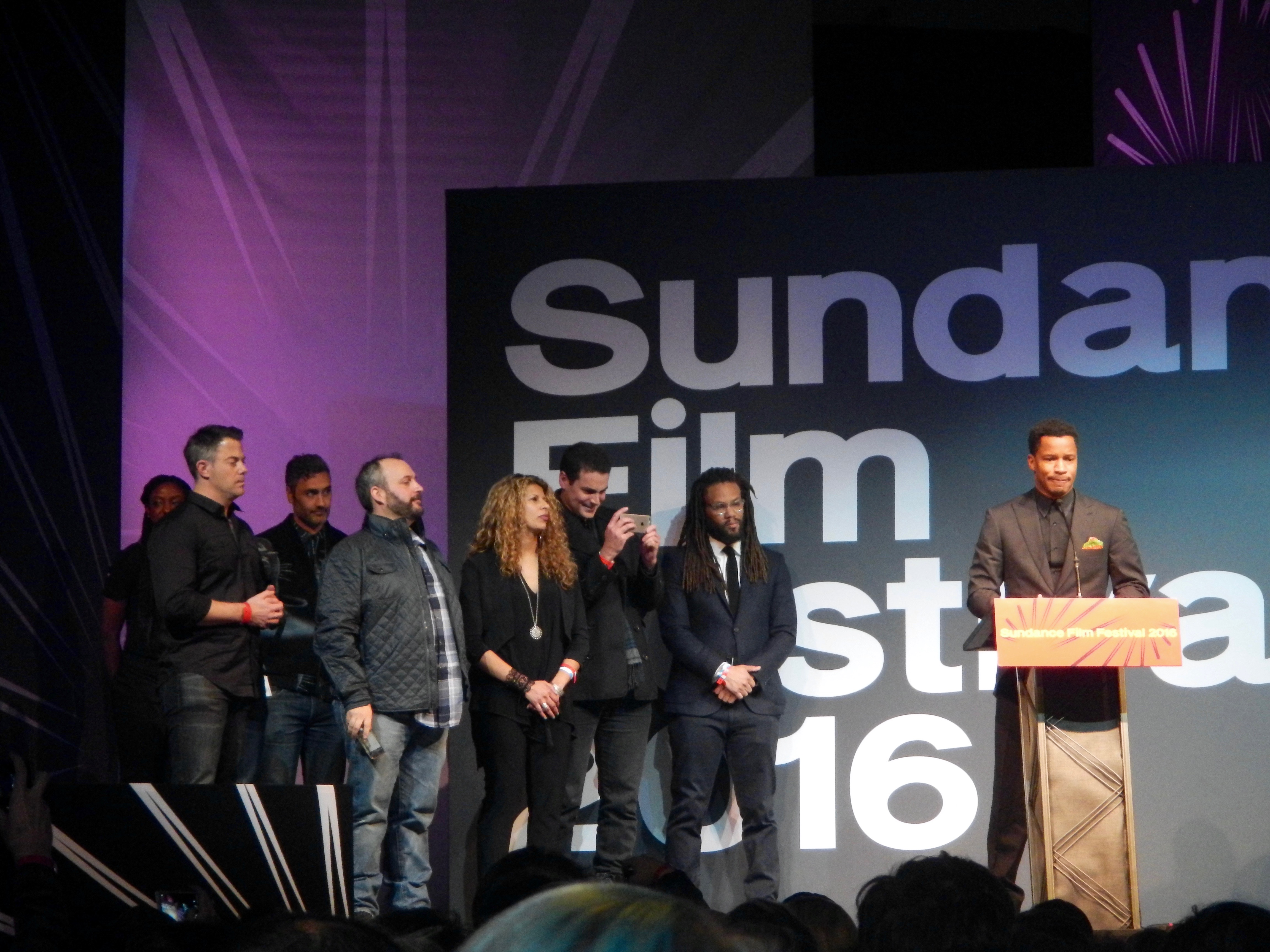
Nate Parker und Teile der Filmcrew und Darsteller des Films The Birth of a Nation beim Sundance Film Festival 2016

Die Preisverleihung fand am 30. Januar 2016 im Recreation Field House in Park City statt.
- U.S. Grand Jury Prize: Documentary – Weiner (Regie: Josh Kriegman und Elyse Steinberg)
- U.S. Grand Jury Prize: Dramatic – The Birth of a Nation (Regie: Nate Parker)
- World Cinema Grand Jury Prize: Documentary – Sonita (Regie: Rokhsareh Ghaem Maghami)
- World Cinema Grand Jury Prize: Dramatic – Between Sea and Land (Regie: Manolo Cruz und Carlos del Castillo)
- Audience Award: U.S. Documentary – Jim Foley – Realität des Terrors (Jim: The James Foley Story) (Regie: Brian Oakes)
- Audience Award: U.S. Dramatic – The Birth of a Nation
- Audience Award: World Cinema Documentary – Sonita
- Audience Award: World Cinema Dramatic – Between Sea and Land
- Audience Award: Best of NEXT – First Girl I Loved
- Directing Award: U.S. Documentary – Roger Ross Williams für Life, Animated
- Directing Award: U.S. Dramatic – Daniel Scheinert und Daniel Kwan für Swiss Army Man
- Directing Award: World Cinema Documentary – Michal Marczak für All These Sleepless Nights
- Directing Award: World Cinema Dramatic – Felix Van Groeningen für Café Belgica (Belgica)
- Waldo Salt Screenwriting Award: U.S. Dramatic – Chad Hartigan für Morris aus Amerika (Morris from America)
- Special Jury Award for Individual Performance – Markees Christmas in Morris aus Amerika
- Special Jury Award for Individual Performance – Melanie Lynskey in The Intervention
- Special Jury Award for Breakthrough Performance – Joe Seo in Spa Night
- Alfred P. Sloan Feature Film Prize – Der Schamane und die Schlange (El abrazo de la serpiente) (Regie und Drehbuch: Ciro Guerra)
- Amazon Studios Sundance Institute Producers Award – Morris aus Amerika (Morris from America)
- 2. Annual Horizon Award – Macarena Gaona, Juliette Gosselin, Shanice Malakai Johnson und Florence Pelletier

Zusätzliche Preise wurden auf separaten Veranstaltungen verliehen. Kurzfilme wurden am 27. Januar 2016 ausgezeichnet.
- Short Film Grand Jury Prize – Thunder Road
- Short Film Jury Award: U.S. Fiction – The Procedure
- Short Film Jury Award: International Fiction – Maman(s)
- Short Film Jury Award: Non-fiction – Bacon & God's Wrath
- Short Film Jury Award: Animation – Edmond
- Short Film Special Jury Award for Acting – Grace Glowicki in Her Friend Adam
- Short Film Special Jury Award for Best Direction – Peacock

## Jurymitglieder
| U.S. Documentary Jury - Simon Kilmurry - Jill Lepore - Shola Lynch - Louie Psihoyos - Amy Ziering World Documentary Jury - Mila Aung-Thwin - Tine Fischer - Asif Kapadia Competitions Jury - Lena Dunham - Jon Hamm - Keegan-Michael Key - Kerry Bishé | U.S. Dramatic Jury - Lena Dunham - Jon Hamm - Avy Kaufman - Randall Poster - Franklin Leonard World Dramatic Jury - Mark Adams - Fernanda Solorzano - Apichatpong Weerasethakul | Alfred P. Sloan Prize Jury - Kerry Bishé - Mike Cahill - Shane Carruth - Clifford Johnson - Ting Wu Short Film Jury - Keegan-Michael Key - Gina Kwon - Amy Nicholson |